# България между световните войни
Този период (1918-1941) е свидетел на остра икономическа криза, засилване дейността и влиянието на левите опозиционни партии, атентати, множество преврати и погазване на законите и Търновската конституция. В този период се наблюдава и засилване ролята на короната – след 1934 г. В навечерието на Втората световна война България е изправена пред избора на неутралитет и натиска за включване на страната на един от двата оформящи се военно-политически лагера.

## Гражданска война в Царство България (1923-1925)
В нощта на 8 срещу 9 юни 1923 г. е извършен преврат, с който е свалено коалиционното правителството на Александър Стамболийски и БЗНС. Организиран е от Военния съюз и Народния сговор. В ранната сутрин на 9 юни военни тръгват от Военното училище, заемат стратегически позиции в София, арестувани са министри от Стамболийското правителство и 700 оранжеви гвардейци — паравоенните части на БЗНС. На власт идва коалиционно правителство, оглавено от Александър Цанков, наричан от опозиционните крайнолеви тесни социалисти „кръволок“.
В отговор на настъпилите политически промени тесните социалисти, под вдъхновението и указанията на Комунистическия интернационал, организират бунтове в страната, които най-силна проява имат в северозападните предели на царството. Това е така нареченото Септемврийско въстание (понятието е наложено от марксическата историография след 1949 г.) от 1923 г. Към тези вълнения се присъединяват и леви земеделци и анархисти.